# Geevagh
Geevagh is een plaats in het Ierse graafschap Sligo. Het kleine dorp is de geboortteplaats van de beeldhouwster Eileen MacDonagh.